# Supremo Tribunal Federal

Bandeira do STF.

O Supremo Tribunal Federal (STF) é a instância superior ou última instância do poder judiciário brasileiro; a que acumula tanto competências típicas de uma suprema corte, ou seja, um tribunal de última instância (popularmente conhecida como terceira instância), como as de um tribunal constitucional, ou seja, aquele que julga questões de constitucionalidade independentemente de litígios concretos. A sua função institucional fundamental é de servir como guardião da Constituição Federal de 1988, apreciando casos que envolvam lesão ou ameaça a suas provisões. Das suas decisões não cabe recurso a nenhum outro tribunal.
Criado após a Independência do Brasil, como Supremo Tribunal de Justiça, e renomeado como Supremo Tribunal Federal após a proclamação da República, o STF exerce uma longa série de competências, entre as quais a mais conhecida e relevante é o controle concentrado de constitucionalidade por meio de ações diretas de inconstitucionalidade. Todas as reuniões administrativas e judiciais do Supremo Tribunal são transmitidas ao vivo pela TV Justiça desde 11 de agosto de 2002 e pela Rádio Justiça desde 5 maio de 2004. O Tribunal também está aberto para o público assistir aos julgamentos.
Os onze juízes do tribunal são chamados de Ministros, apesar de o cargo não ter nenhuma semelhança com os ministros do Poder Executivo. Eles são nomeados pelo Presidente da República, devendo ser aprovados pelo Senado Federal. Sem mandato fixo, o limite máximo é a aposentadoria compulsória, ao atingirem os 75 anos.

## História

### Casa de Suplicação do Brasil (1808-1829)
Originou-se na transferência da família real e da nobreza portuguesa para o Brasil, em 1808, por ocasião da invasão do reino de Portugal pelas tropas francesas comandadas por Napoleão Bonaparte. O Príncipe-regente Dom João Maria de Bragança (futuro Rei Dom João VI), transfere a capital de Lisboa para o Rio de Janeiro, então capital do Estado do Brasil (1530-1815), uma colônia do império português. Com tal transferência, todos os órgãos do Estado português são transferidos para o Rio de Janeiro, inclusive a Casa da Suplicação, nome pelo qual era chamado o Supremo Tribunal de Justiça de Portugal.
A Casa de Suplicação do Brasil, criada em 1808, era um tribunal separado da Casa da Suplicação de Portugal, sediado em Lisboa, sendo este último onde até então eram enviados os recursos dos processos originados no Estado do Brasil. Com a criação da Casa de Suplicação do Brasil, este passava a ter a competência para conhecer, em última instância, dos processos originados na colônia, depois país constituinte do Reino Unido de Portugal, Brasil e Algarves.
Com o retorno da Corte para Portugal em 1821, a Casa da Suplicação do Brasil continuou a operar, a contragosto das Cortes Gerais Portuguesas (que planejava abolir os tribunais criados por Dom João VI no Brasil e centralizar novamente os órgãos de governo em Lisboa) mantendo, portanto, o Reino Unido de Portugal, Brasil e Algarves dois tribunais judiciários supremos, um localizado em Lisboa, que conhecia dos feitos originários da Europa e das demais colônias portuguesas localizadas em qualquer parte do mundo, e outro localizado no Rio de Janeiro, que conhecia dos feitos localizados no Brasil.
A Constituição do Reino Unido de Portugal, Brasil e Algarves de 1822, previa existência de dois supremos tribunais de justiça, um dos quais sedeado no Brasil e o outro em Lisboa. Contudo, e por entrar em vigor alguns dias depois da declaração da independência por D. Pedro, esta Constituição acabaria por ter pouco efeito prático no Brasil, continuando a Casa da Suplicação do Brasil a operar com este nome.
Sobrevindo a independência do Brasil, a Casa da Suplicação só seria renomeada como Supremo Tribunal de Justiça já durante a vigência do Império do Brasil (a sua congênere de Portugal se tornou o Supremo Tribunal de Justiça de Portugal).

### Supremo Tribunal de Justiça (1829-1890)
Em 1822, após a proclamação da independência do Brasil em relação a Portugal, por Dom Pedro de Alcântara de Bragança (futuro imperador Dom Pedro I do Brasil), filho do Rei Dom João VI, foi outorgada a primeira constituição brasileira, em 1824, cujo artigo 163 dizia:
"Na Capital do Império, além da Relação, que deve existir, assim como nas demais Províncias, haverá também um Tribunal com a denominação de Supremo Tribunal de Justiça, composto de Juízes letrados, tirados das Relações por suas antiguidades; e serão condecorados com o título de Conselho. Na primeira organização poderão ser empregados neste Tribunal os Ministros daqueles que se houverem de abolir." (art. 163)
A determinação constitucional dizia que essa corte deveria ser chamada de "Supremo Tribunal de Justiça" e foi regulamentada pela Carta de Lei Imperial de 18 de setembro de 1828 e instalado no dia 9 de janeiro de 1829 funcionando na Casa da Câmara do Senado e posteriormente no Palácio da Relação, na rua do Lavradio.
A influência do Supremo Tribunal de Justiça não era, no entanto, comparável à da Suprema Corte do Brasil Republicano, uma vez que as decisões finais nos processos judiciais seguiram cabendo aos Tribunais da Relação do Império, instalados no Recife, no Rio de Janeiro, em Salvador e em São Luís.

### Supremo Tribunal Federal (1890-presente)
Com a Proclamação da República do Brasil, a denominação "Supremo Tribunal Federal" foi adotada na Constituição Provisória publicada com o Decreto n.º 510, de 22 de junho de 1890. No prédio localizado na Avenida Rio Branco, n.º 241 (Rio de Janeiro), onde funcionou a sede do tribunal de 1909 a 1960, foram levados a julgamento casos que tinham especial relevância nacional, como a extradição da companheira de Luís Carlos Prestes, Olga Benário, em pleno regime Vargas e ainda o mandado de segurança impetrado pelo presidente Café Filho, que, adoentado, fora hospitalizado e teve que ausentar-se do cargo, mas que, em razão de uma conspiração arquitetada pelo presidente da Câmara dos Deputados do Brasil, no exercício da presidência, ordenou que tanques do exército cercassem o hospital onde estava o presidente, impedindo a sua saída e evitando assim o retorno ao exercício do cargo após a recuperação. No antigo prédio passaram prestigiados juristas, tais como Nélson Hungria, Orozimbo Nonato, Hahnemann Guimarães e Aliomar Baleeiro.

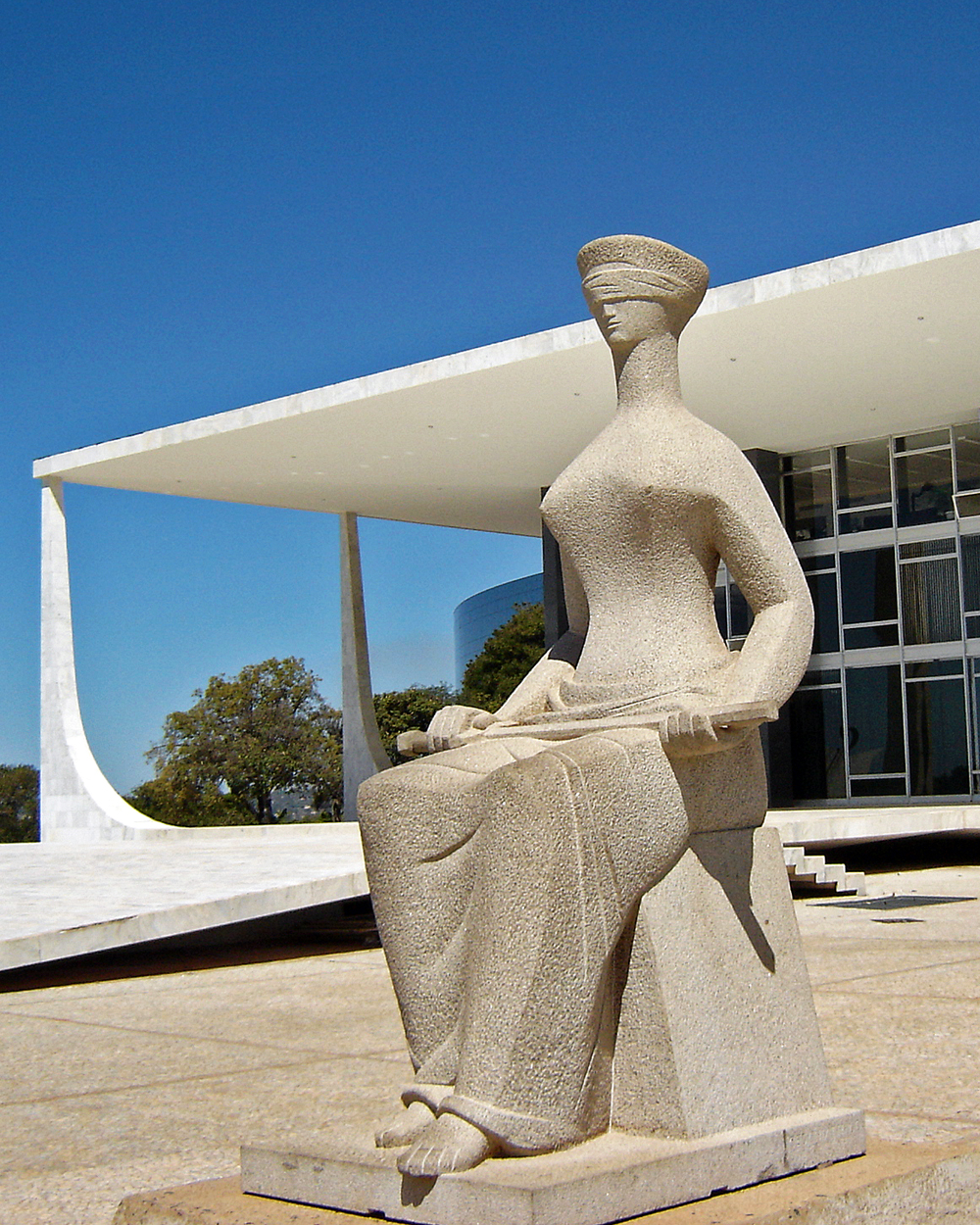
Escultura "A Justiça", de Alfredo Ceschiatti, em frente ao Palácio do Supremo Tribunal Federal, em Brasília, Brasil.

Com a mudança da capital federal para Brasília, o Supremo Tribunal Federal passou a ocupar o atual edifício-sede, localizado na praça dos Três Poderes, realizando a sua primeira sessão em 21 de abril de 1960. A concepção do edifício-sede é do arquiteto Oscar Niemeyer, e o cálculo estrutural foi feito pelo engenheiro Joaquim Cardozo. Ocupa também os edifícios anexos I e II.

#### Ditadura militar
Na ditadura militar, em 1965, o número de assentos foi aumentado de onze para dezesseis, buscando diluir o poder dos ministros indicados por João Goulart e Juscelino Kubitschek. Em 1969, fazendo uso do Ato Institucional número cinco (AI-5) foram compulsoriamente aposentados os ministros Hermes Lima, Evandro Lins e Silva e Victor Nunes Leal. Em solidariedade aos colegas afastados, o ministro Antônio Gonçalves de Oliveira renunciou ao cargo. Nesse mesmo ano, o ministro Lafayette de Andrada solicitou sua aposentadoria em protesto às medidas de exceção do governo militar. Com a saída destes cinco ministros, Médici retornou o Tribunal ao tamanho original. Ali continuaram Adauto Lúcio Cardoso e Aliomar Baleeiro. Meses depois foi nomeado ministro Bilac Pinto, deputado que havia introduzido no vocabulário civil o conceito de guerra revolucionária. O Supremo era então tão pouco visível à opinião púbica, que o ministro Baleeiro publicou, em 1968, um livro com o sugestivo título de "O Supremo Tribunal Federal, esse outro desconhecido"

#### Redemocratização
Com a redemocratização, o Supremo deixou de ter o seu tradicional "papel secundário no jogo político e na vida da população e dos seus agentes" (SOARES, 2014, p. 211). Embora a proeminência do poder judiciário na cena pública não seja fenômeno estritamente brasileiro na contemporaneidade, múltiplos fatores teriam determinado esta transformação: 
"As transformações não ocorram de forma de linear, nem decorreram apenas da nova Constituição. O Congresso aprovou leis que, ao reforçarem o controle de constitucionalidade, aumentaram o poder de fogo do tribunal. Foram também os parlamentares que começaram a levar demandas pendentes no Congresso, ou a usar o STF como campo de disputa política. Tudo isso em meio à corrosão progressiva da imagem do Executivo e do Legislativo"(RECONDO e WEBER, 2019, pp. 45-46). 
Além disso, diversos setores da sociedade apostaram que o STF poderia representar "a consumação das garantias fundamentais" (IBIDEM, pp. 25–26). Os clamores por maior participação do Supremo nas grandes controvérsias políticas teriam ocorrido principalmente a partir do julgamento do "mensalão" e os conflitos que ali foram travados entre os ministros teriam contribuído para definir o perfil litigioso entre os ministros (IBIDEM). Por outro lado, o Supremo é uma das cortes superiores mais transparentes à opinião pública no mundo, dado que os seus julgamentos são televisionados pela TV Justiça em tempo real. Ao mesmo tempo, o advento das redes sociais tornou a corte cada vez mais permeável à opinião pública (IBIDEM, pp. 46–47)
Vinte anos depois da promulgação da Constituição, a crescente influência do STF na vida social e política no Brasil foi denominada "supremocracia", " sem caracterizá-la como algo necessariamente bom ou ruim", pelo trabalho acadêmico de VIEIRA (2008.). Em todo o caso, alguns defendem que o termo obscurece uma das características mais marcantes do Supremo desde 2006: o enfraquecimento da construção das decisões "colegiadas", o que se expressa na profusão de decisões monocráticas, isto é, proferidas por um só ministro (muitas vezes contra a decisão de outro ministro). Por isso, alguns passaram a definir o perfil do STF como uma "ministrocracia" (ARGUELHES e RIBEIRO, 2018). Os motivos para essa crescente individualização de decisões, que levou alguns a falarem na existência de "onze Supremos" (um por ministro), seriam o desgaste dos demais poderes, a sensibilidade dos magistrado à "voz das ruas", além de "desconfianças recíprocas, agendas próprias e um regimento interno e uma legislação que estimulam decisões monocráticas" (RECONDO e WEBER, 2019, pp. 52). Recentemente, os ministros diminuíram o nível de desacordo mútuo, reagindo à profusão de ataques que o STF vem sofrendo
Em maio de 2009, a revista britânica The Economist classificou o STF como "o tribunal mais sobrecarregado do mundo, graças a uma infinidade de direitos e privilégios entrincheirados na Constituição nacional de 1988 (...) até recentemente, as decisões do tribunal não eram vinculadas aos tribunais inferiores. O resultado foi um tribunal que está sobrecarregado ao ponto de um motim. O Supremo Tribunal Federal recebeu 100 781 casos no ano de 2008".

#### A escalada de críticas ao Supremo e o seu contexto
O STF possui diversas características que o deixam muito exposto à crítica pública. Uma delas é o caráter "contramajoritário" de qualquer corte suprema em países de democracia liberal: tribunais supremos tendem a se contrapor a maiorias parlamentares circunstanciais em nome do direito das minorias, agindo assim em nome do genuíno regime democrático (que não seria apenas um regime de maioria, mas de garantias), da supremacia da constituição e, segundo alguns, do espírito desta, quando os outros poderes são omissos.

Além da "dificuldade contramajoritária", cabe lembrar que o STF acumula a função de guardião da Constituição com a de processar e julgar infrações penais comuns de parlamentares e membros do poder executivo, entre outros agentes e casos delimitados no artigo 102 da Constituição. Essas atribuições penais, que geram forte pressão de forças políticas interessadas nos casos, viriam sendo responsáveis por uma visão caricata da corte:
"no cenário de polarização, os ministros passaram a ser identificados simploriamente com esta ou aquela corrente - partidária ou de pensamento - conforme seus votos em julgamentos candentes. E vêm sendo criticados pelas decisões que proferem nem sempre pelos argumentos usados ou pelas consequências da decisão, mas pelo mérito. E é impossível agradar a todas as correntes de pensamento, sobretudo em temas complexos e para os quais nem a política encontrou solução nem a Constituição foi taxativa" (RECONDO e WEBER, 2019, p. 336).
Cabe registrar, em todo o caso, que apenas a partir de 2001 o Supremo passou a processar parlamentares sem a prévia autorização do congresso (IBIDEM, p, 164). Essa alteração mostra mais uma vez que a sociedade crescentemente via no Supremo uma instância capaz de "pairar" acima dos interesses corporativos da classe política. O efeito contrário não tardaria a chegar: a maior presença do Supremo nas controvérsias políticas o tornaria uma instituição cada vez mais disputada e tensionada.
Até a década de 2010, o Supremo não era alvo de manifestações políticas, especialmente da parte de membros do poder executivo e de parlamentares. O Supremo nem sequer foi alvo dos manifestantes quando uma das monumentais manifestações de junho de 2013 se notabilizou pela ocupação da cobertura do Congresso Nacional (houve a ocupação da esplanada dos ministérios e a em junho de 2013. De toda a forma, naquele mesmo ano a opinião pública começava a olhar com mais interesse para o STF, devido às últimas sessões do julgamento da ação penal 470, que tratava do que ficou conhecido como mensalão.
Houve sim uma manifestação vultuosa que mencionou o Supremo, em junho de 2013, mas acontecida um pouco antes das famosas "jornadas": o pastor Silas Malafaia, que respondia judicialmente a processos por declarações ofensivas a integrantes de uma "parada gay" reuniu quarenta mil pessoas para protestar em Brasília. O Supremo foi explicitamente criticado por Malafaia, devido a decisões recentes referidas ao direito ao aborto de anencéfalos e ao reconhecimento da união civil entre pessoas do mesmo sexo
Entretanto, foram os julgamentos do caso do mensalão e da Lava Jato que colocaram o Supremo em rota de colisão com diferentes grupos que pretendiam ser "atendidos" a partir das suas próprias sensibilidades políticas. Nenhum outro caso prendeu tanto a atenção do STF quanto o mensalão (ação penal 470): apenas no seu primeiro ano (2012), o caso ocupou 53 das reuniões plenárias do STF (mais da metade das sessões do ano). No ano seguinte, o caso consumiu mais 16 plenárias (RECONDO e WEBER, 2019, p. 205.) e produziu um acordão dotado de 8.500 páginasl O mensalão também teria representado o fim da tendência mais "garantista" do tribunal, inaugurando uma fase em que o ativismo judicial da corte passava ao campo da punição de membros do alto escalão governamental, sem a interferência do congresso ou do poder executivo (RECONDO e WEBER, 2019,pp. 204 –205).

#### Episódios
Em 1998, ao se referir sobre o caso Olga Benário Prestes, o então presidente do Supremo, Celso de Mello, declarou que a extradição fora um erro: "O STF cometeu erros, este foi um deles, porque permitiu a entrega de uma pessoa a um regime totalitário como o nazista, uma mulher que estava grávida".
Em 2003, com a aposentadoria do ministro Moreira Alves, que fora indicado pelo presidente Ernesto Geisel, o tribunal passou a ter uma composição inteiramente formada por ministros indicados por presidentes do período democrático.
Em abril de 2019, o ministro do STF Alexandre de Moraes determinou que a revista e o site O Antagonista retirassem do ar reportagens que faziam menção ao Presidente da Corte, Dias Toffoli, que teria sido citado pelo empresário Marcelo Odebrecht, investigado e preso pela Operação Lava Jato. Segundo a revista, Odebrecht afirmou à Justiça que em e-mails enviados por ele a dois executivos da empreiteira o codinome "amigo do amigo do meu pai" se referia à Toffoli, na época das mensagens ministro da Advocacia-Geral da União. Coube a Moraes a decisão, por ser relator de um inquérito aberto pelo Supremo para apurar notícias falsas ou que atentem contra a honra dos ministros, e ainda estipulando uma multa diária de 100 mil reais em caso de descumprimento da decisão e convocando os responsáveis pela publicação para prestar esclarecimentos à Polícia Federal em até 72 horas. Segundo o ministro, o caso seria de fake news, pois a Procuradoria-Geral da República negou que Raquel Dodge tivesse recebido os documentos da Odebrecht mencionados pela reportagem. Mesmo assim, o caso teve repercussão negativa entre autoridades do meio jurídico, jornalístico e político em repúdio à determinação do STF. A Associação Brasileira de Jornalismo Investigativo (Abraji) divulgou uma nota condenando a decisão. A decisão, no entanto, foi revertida na mesma semana: Moraes, ao receber a informação de que a 13a. Vara Federal de Curitiba enfim havia remetido o processo à PGR, constatou a veracidade do documento e permitiu a publicação da reportagem

#### Invasão das sedes dos três poderes
Os ataques de 8 de janeiro de 2023 ou atos golpistas de 8 de janeiro de 2023, também chamados de Intentona Bolsonarista ou simplesmente de 8 de janeiro, foram uma série de vandalismos, invasões e depredações do patrimônio público em Brasília cometidos por uma multidão de bolsonaristas extremistas que invadiu edifícios do governo federal com o objetivo de instigar um golpe militar contra o governo eleito de Luiz Inácio Lula da Silva para restabelecer Jair Bolsonaro como presidente do Brasil.
Por volta das 13 horas, no horário de Brasília, cerca de 4 mil bolsonaristas radicais saíram do Quartel-General do Exército e marcharam em direção à Praça dos Três Poderes, entrando em conflito com a Polícia Militar do Distrito Federal (PMDF) na Esplanada dos Ministérios. Antes das 15 horas, a multidão rompeu a barreira de segurança estabelecida por forças da ordem e ocupou a rampa e a laje de cobertura do Palácio do Congresso Nacional, enquanto parte do grupo conseguiu invadir e vandalizar o Congresso, o Palácio do Planalto e o Palácio do Supremo Tribunal Federal. Lula e Bolsonaro não estavam em Brasília no momento das invasões. O Supremo Tribunal Federal (STF) considerou que os acontecimentos foram atos de terrorismo.
Cerca de 400 pessoas foram detidas no dia das invasões e outras 1,2 mil foram detidas no acampamento de manifestantes em frente ao QG do Exército no dia seguinte às depredações. Até março de 2023, 2 182 pessoas haviam sido presas por participarem ou terem envolvimento nos ataques. Logo após os eventos, o governador Ibaneis Rocha exonerou o secretário de segurança pública do Distrito Federal e ex-ministro da Justiça do governo Bolsonaro, Anderson Torres, que estava em Orlando, nos Estados Unidos, no dia das invasões. Após os ataques, o presidente Lula assinou um decreto autorizando uma intervenção federal no Distrito Federal, que durou até o dia 31 de janeiro. Posteriormente, o ministro do STF, Alexandre de Moraes, determinou o afastamento de Ibaneis pelo prazo inicial de 90 dias, decisão revogada em 15 de março.

## Atribuições

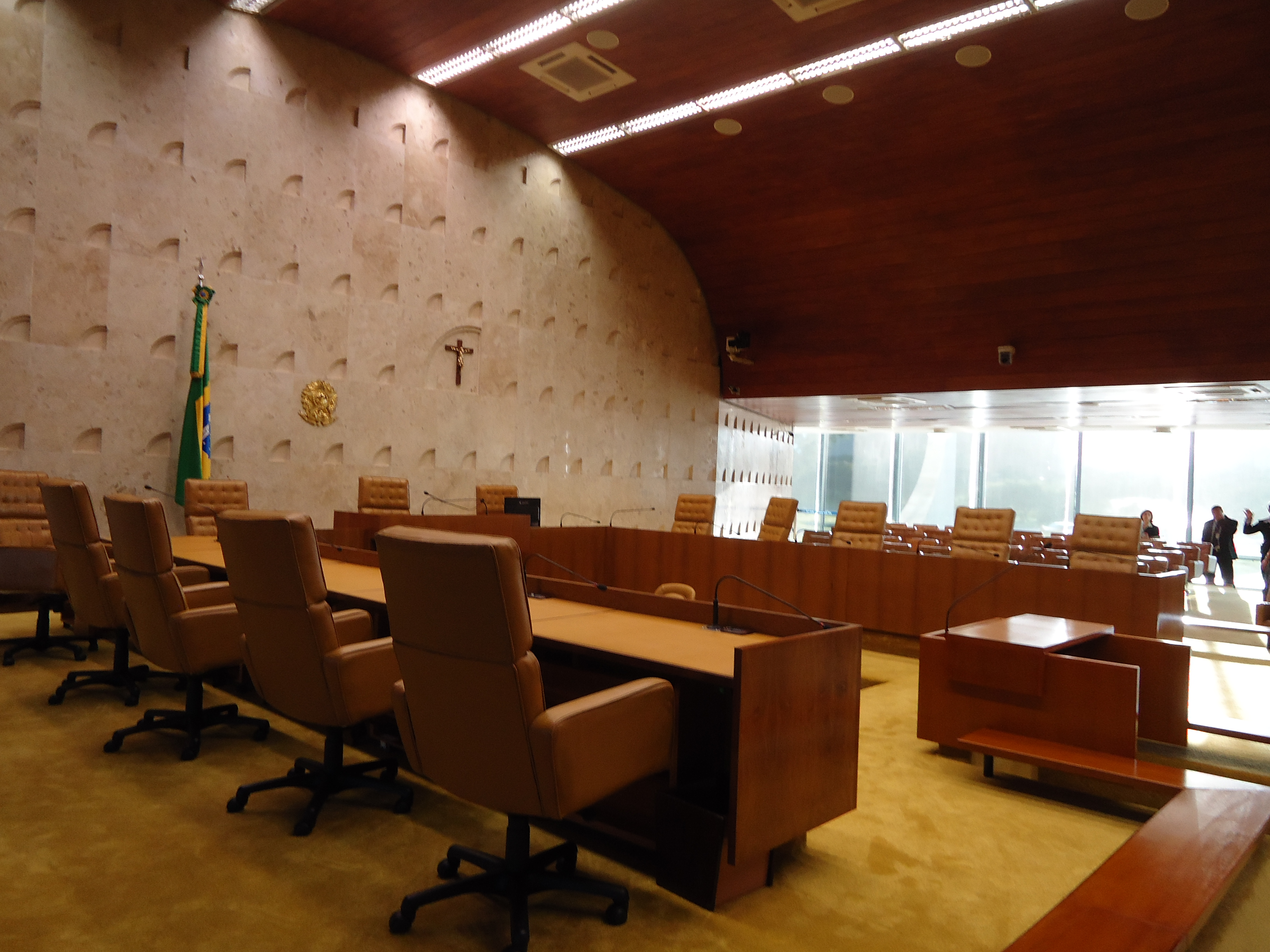
Sala do Plenário do Supremo Tribunal Federal

Por representar um tribunal de jurisdição nacional e por ser composto por apenas onze ministros, só devem ser apreciadas aquelas ações em que o interesse da nação esteja em jogo. A sua competência está descrita no art. 102 da atual constituição federal brasileira, formulada em 1988.
As ações hábeis à realização da verificação da Constitucionalidade das leis e normas em face da Constituição Federal são:
- Ação Direta de Inconstitucionalidade (ADI);
- Ação declaratória de constitucionalidade (ADC);
- Arguição de Descumprimento de Preceito Fundamental (ADPF).

Em sede recursal, a Constitucionalidade poderá ser apreciada pela via do Recurso Extraordinário (RE), interposto em face de provimento jurisdicional que represente afronta à Constituição, mas que, para poder chegar ao Tribunal, passa por um rigoroso filtro, primeiramente realizado pelos Presidentes dos Tribunais de Justiça e Tribunais Regionais Federais, para que, após verificada a admissibilidade do recurso, possa-lhe ser dado seguimento, com o envio dos autos à Suprema Corte. Caso os referidos presidentes de tribunais neguem seguimento ao RE, há a possibilidade de se interpor Agravo de Instrumento ao Supremo Tribunal Federal.
Compete ao STF processar e julgar, originariamente, nas infrações penais comuns, seus próprios ministros, o presidente da República, o vice-presidente, os membros do Congresso Nacional e o procurador-geral da República; e nas infrações penais comuns e nos crimes de responsabilidade os ministros de Estado, os comandantes de Exército, Marinha e Aeronáutica (ressalvado o disposto no art. 52, I), os membros dos Tribunais Superiores e os do Tribunal de Contas da União, e os chefes de missão diplomática de caráter permanente (Constituição Federal, art. 102). A estas garantias constitucionais aos cargos citados dá-se o nome de Foro Especial por Prerrogativa de Função ou, popularmente de "Foro Privilegiado".

## Regimento interno

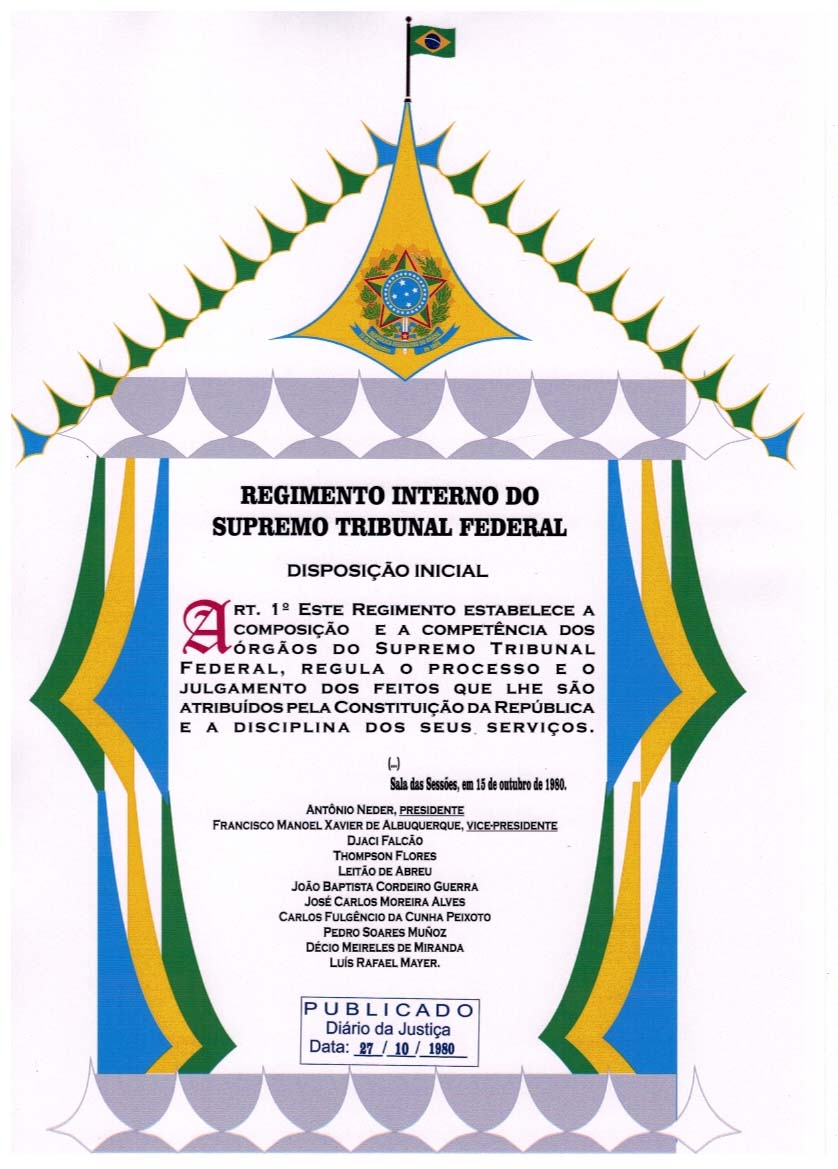
Pórtico com a parte preambular do Regimento Interno da corte. É no regimento que estão as regras do reger os trâmites dos ritos processuais jurídicos e a administração interna da corte jurídica maior do Brasil

O Regimento Interno do Supremo Tribunal Federal do Brasil (RISTF) é o documento oficial que rege, com égide na Constituição, os trâmites e o funcionamento administrativo da corte maior do poder judiciário do Brasil.

## Ministros
Os membros da corte, referidos como ministros do Supremo Tribunal Federal, são escolhidos pelo presidente da República entre os cidadãos com mais de 35 e menos de 70 anos, de notável saber jurídico e reputação ilibada. Após aprovada a escolha pela maioria absoluta do Senado Federal, os indicados são nomeados ministros pelo presidente da República. O cargo é privativo de brasileiros natos e não tem mandato fixo: o limite máximo é a aposentadoria compulsória, quando o ministro atinge os setenta e cinco anos.
A remuneração (no valor bruto de R$41.650 desde abril de 2023) é a mais alta do poder público, e serve tanto de limite máximo para a remuneração dos servidores públicos quanto de parâmetro para estabelecer a remuneração dos demais juízes – fenômeno conhecido como escalonamento de subsídios, vez que os demais juízes têm a sua remuneração atrelada a percentuais do subsídio dos referidos ministros.
Em caso de crimes comuns (infrações penais comuns), os ministros são julgados pelos próprios colegas do tribunal. Compete ao Senado Federal do Brasil processá-los e julgá-los em crimes de responsabilidade, quando o crime está correlacionado ao exercício da sua função. Até hoje não há, entretanto, casos em que o Senado brasileiro tenha processado um ministro do STF por crimes de responsabilidade.
Dentre os onze ministros, três são eleitos por seus pares para compor também o Tribunal Superior Eleitoral (TSE). Os ministros do STF, ainda, indicam seis advogados de notável saber jurídico e idoneidade moral para que o presidente da República nomeie dois como ministros do TSE.
O presidente e o vice-presidente do STF são eleitos por seus pares, em votação secreta, para um mandato de dois anos. A reeleição para um mandato consecutivo não é permitida. O presidente do Supremo Tribunal Federal ocupa também o cargo de presidente do Conselho Nacional de Justiça. Por tradição, os membros do tribunal sempre elegem como presidente o ministro mais antigo que ainda não tenha exercido a presidência, e como vice-presidente o ministro que deverá ser o presidente no mandato seguinte.
O presidente do STF é o quarto na linha de sucessão da Presidência da República, sendo precedido pelo vice-presidente da República, pelo presidente da Câmara dos Deputados e pelo presidente do Senado Federal. Os presidentes do STF que já atuaram na presidência da República como substitutos constitucionais foram José Linhares, Moreira Alves, Octavio Gallotti, Marco Aurélio, Ricardo Lewandowski, Cármen Lúcia e Dias Toffoli.
O Núcleo de Solução Consensual de Conflitos (NUSOL) é um órgão que tem como atribuição apoiar os Gabinetes na busca e implementação de soluções consensuais de conflitos processuais e pré-processuais a também promover a cooperação judiciária do STF com os demais órgãos do Poder Judiciário.

### Composição atual
Estes são os atuais ministros:
| Ordem de antiguidade | Ministro                       | Nascimento (data e local)                        | Formação acadêmica | Indicação Presidencial    | Votação de confirmação no Senado | Idade na posse | Data inicial (posse)    | Tempo de exercício | Data limite (aposent.) | Principais funções anteriores e atuais |
| -------------------- | ------------------------------ | ------------------------------------------------ | --- | ------------------------- | -------------------------------- | -------------- | ----------------------- | ------------------ | ---------------------- | --- |
| 1                    | Gilmar Ferreira Mendes         | 30 de dezembro de 1955 (69 anos) Diamantino, MT  | Graduação e mestrado em direito pela Universidade de Brasília, mestrado e doutorado em direito pela Universidade de Münster                                                              | Fernando Henrique Cardoso | 57–15                            | 46             | 20 de junho de 2002     | 23 anos e 28 dias  | 2030                   | Oficial de chancelaria (1976–1982), procurador da República (1985–1988), adjunto da Subsecretaria Geral da Presidência da República (1990–1991), consultor jurídico da Secretaria Geral da Presidência da República (1991–1992), assessor técnico do Ministério da Justiça (1995–1996), subchefe para assuntos jurídicos da Casa Civil (1996–2000), advogado-geral da União (2000–2002), professor adjunto da Universidade de Brasília (1995–2022)                                                     |
| 2                    | Cármen Lúcia Antunes Rocha     | 19 de abril de 1954 (71 anos) Montes Claros, MG  | Graduação em direito pela Pontifícia Universidade Católica de Minas Gerais, mestrado em direito constitucional pela Universidade Federal de Minas Gerais                                 | Luiz Inácio Lula da Silva | 55–1                             | 52             | 21 de junho de 2006     | 19 anos e 27 dias  | 2029                   | Procuradora do Estado de Minas Gerais (1983–2006), procuradora-geral do Estado de Minas Gerais (2001–2002), professora da Pontifícia Universidade Católica de Minas Gerais (1983–atualidade) |
| 3                    | José Antonio Dias Toffoli      | 15 de novembro de 1967 (57 anos) Marília, SP     | Graduação em direito pela Universidade de São Paulo | Luiz Inácio Lula da Silva | 58–9                             | 41             | 23 de outubro de 2009   | 15 anos e 268 dias | 2042                   | Advogado (1991–2009), assessor parlamentar na Assembleia Legislativa de São Paulo (1994), assessor jurídico da liderança do Partido dos Trabalhadores na Câmara dos Deputados (1995–2000), professor do Centro de Ensino Unificado de Brasília (1996–2002), subchefe para assuntos jurídicos da Casa Civil (2003–2005), advogado-geral da União (2007–2009) |
| 4                    | Luiz Fux                       | 26 de abril de 1953 (72 anos) Rio de Janeiro, RJ | Graduação e doutorado em direito pela Universidade do Estado do Rio de Janeiro | Dilma Rousseff            | 68–2                             | 57             | 3 de março de 2011      | 14 anos e 137 dias | 2028                   | Promotor de justiça do Ministério Público do Estado do Rio de Janeiro (1979–1982), juiz de direito (1983–1997), desembargador do Tribunal de Justiça do Estado do Rio de Janeiro (1997–2001), ministro do Superior Tribunal de Justiça (2001–2011), professor da Universidade do Estado do Rio de Janeiro (1977–atualidade) |
| 5                    | Luís Roberto Barroso           | 11 de março de 1958 (67 anos) Vassouras, RJ      | Graduação em direito pela Universidade do Estado do Rio de Janeiro, mestrado em direito pela Universidade Yale e doutorado em direito pela Universidade do Estado do Rio de Janeiro      | Dilma Rousseff            | 59–6                             | 55             | 26 de junho de 2013     | 12 anos e 22 dias  | 2033                   | Advogado (1981–2013), procurador do Estado do Rio de Janeiro (1985–2013), professor da Universidade do Estado do Rio de Janeiro (1982–atualidade) |
| 6                    | Luiz Edson Fachin              | 8 de fevereiro de 1958 (67 anos) Rondinha, RS    | Graduação em direito pela Universidade Federal do Paraná, mestrado e doutorado em direito pela Pontifícia Universidade Católica de São Paulo                                             | Dilma Rousseff            | 52–27                            | 57             | 16 de junho de 2015     | 10 anos e 32 dias  | 2033                   | Advogado (1980–2015), procurador do Estado do Paraná (1990–2006), professor da Universidade Federal do Paraná (1991–2015) |
| 7                    | Alexandre de Moraes            | 13 de dezembro de 1968 (56 anos) São Paulo, SP   | Graduação e doutorado em direito pela Universidade de São Paulo | Michel Temer              | 55–13                            | 48             | 22 de março de 2017     | 8 anos e 118 dias  | 2043                   | Promotor de justiça do Ministério Público do Estado de São Paulo (1991–2002), secretário de Justiça de São Paulo (2002–2005), conselheiro do Conselho Nacional de Justiça (2005–2007), secretário de Transportes do Município de São Paulo (2007–2010), advogado (2010–2014), secretário de Segurança Pública de São Paulo (2015–2016), ministro da Justiça (2016–2017), professor da Universidade de São Paulo (1992–atualidade), professor da Universidade Presbiteriana Mackenzie (1998–atualidade) |
| 8                    | Kassio Nunes Marques           | 16 de maio de 1972 (53 anos) Teresina, PI        | Graduação em direito pela Universidade Federal do Piauí, mestrado em direito constitucional pela Universidade Autônoma de Lisboa e doutorado em direito pela Universidade de Salamanca   | Jair Bolsonaro            | 57–10                            | 48             | 5 de novembro de 2020   | 4 anos e 255 dias  | 2047                   | Advogado (1996–2011), conselheiro seccional da Ordem dos Advogados do Brasil - Seção Piauí (2007–2009), juiz do Tribunal Regional Eleitoral do Piauí (2008–2011), desembargador do Tribunal Regional Federal da 1.ª Região (2011–2020) |
| 9                    | André Luiz de Almeida Mendonça | 27 de dezembro de 1972 (52 anos) Santos, SP      | Graduação em direito pelo Centro Universitário de Bauru, especialização em direito público pela Universidade de Brasília, mestrado e doutorado em direito pela Universidade de Salamanca | Jair Bolsonaro            | 47–32                            | 48             | 16 de dezembro de 2021  | 3 anos e 214 dias  | 2047                   | Advogado da BR Distribuidora (1997–2000), advogado da União (2000–2021), assessor especial da Controladoria-Geral da União (2016–2018), advogado-geral da União (2019–2020; 2021), ministro da Justiça e Segurança Pública (2020–2021) |
| 10                   | Cristiano Zanin Martins        | 15 de novembro de 1975 (49 anos) Piracicaba, SP  | Graduação em direito e especialização em direito processual civil pela Pontifícia Universidade Católica de São Paulo                                                                     | Luiz Inácio Lula da Silva | 58–18                            | 47             | 3 de agosto de 2023     | 1 ano e 349 dias   | 2050                   | Advogado (2000–2023) |
| 11                   | Flávio Dino de Castro e Costa  | 30 de abril de 1968 (57 anos) São Luís, MA       | Graduação em direito pela Universidade Federal do Maranhão, mestrado em direito pela Universidade Federal de Pernambuco                                                                  | Luiz Inácio Lula da Silva | 47–31                            | 55             | 22 de fevereiro de 2024 | 1 ano e 146 dias   | 2043                   | Juiz federal da 1.ª Região (1994–2006), deputado federal pelo Maranhão (2007–2011), presidente da Embratur (2011–2014), governador do Maranhão (2015–2022), senador pelo Maranhão (2023–2024), ministro da Justiça e Segurança Pública (2023–2024), professor da Universidade Federal do Maranhão (1994–atualidade) |

### Turmas
Tal como acontece com a presidência do STF, cada turma é presidida pelo ministro mais antigo dentre seus membros, por um período de um ano. A recondução é vedada até que todos os seus integrantes tenham exercido a presidência. O ministro mais antigo pode recusar a indicação à presidência, desde que antes de sua proclamação.
- Cristiano Zanin (presidente)
- Alexandre de Moraes
- Carmen Lúcia
- Luiz Fux
- Flávio Dino

A segunda turma é composta pelos ministros:
- Edson Fachin (presidente)
- Gilmar Mendes
- Dias Toffoli
- Nunes Marques
- André Mendonça

### Nomeações presidenciais
Ao momento, a instituição já teve 167 ministros e 168 nomeações (em conta do ministro Francisco Rezek, nomeado duas vezes), uma média de 8,4 por vaga (vinte vagas), desconsiderando 10 ministros do Supremo Tribunal de Justiça que ingressaram ao STF quando da Proclamação.

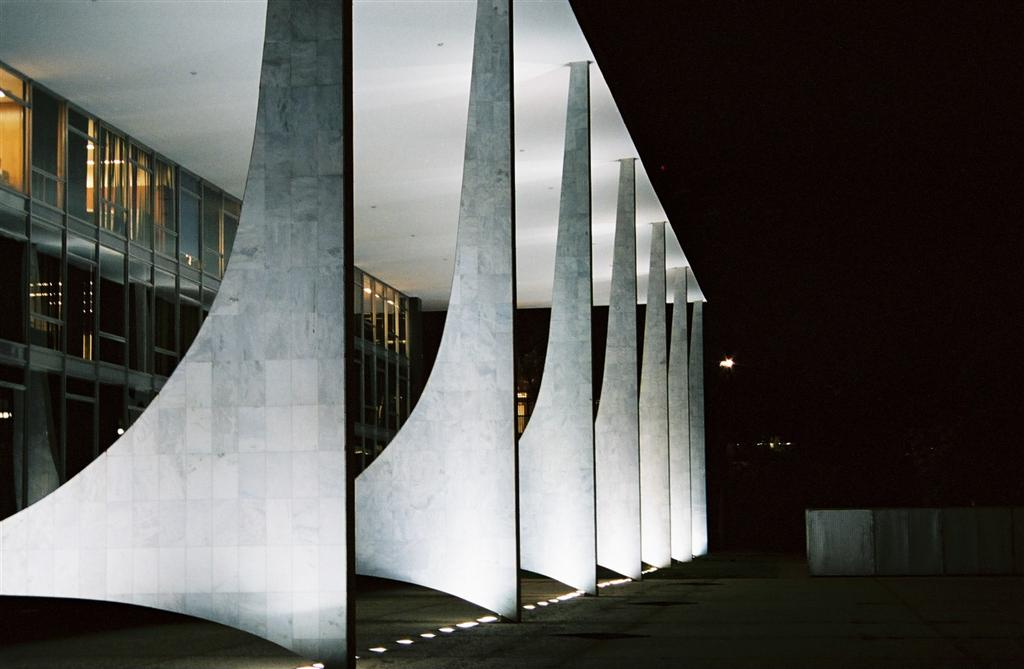
Pilares laterais do Palácio do Supremo Tribunal Federal

Café Filho (1954–1955), Carlos Luz (1955) e Ranieri Mazzilli (1961 e 1964) foram os únicos Presidentes da República que, durante os seus mandatos, não indicaram e nem nomearam ministros para o Supremo Tribunal Federal.
| Presidente da República   | Ministros |
| ------------------------- | --- |
| Deodoro da Fonseca        | 15 - Visconde de Sabará Freitas Henriques Alencar Araripe Andrade Pinto Aquino e Castro Faria Mendonça Uchôa Queirós Barros Sousa Mendes Trigo de Loureiro Costa Barradas Barão de Pereira Franco Barão de Lucena Barão de Sobral Piza e Almeida |
| Floriano Peixoto          | 15 - Barros Pimentel Macedo Soares Anfilófio de Carvalho Faria Lemos Bento Lisboa José Higino Ferreira de Rezende Barata Ribeiro Pindaíba de Matos Sousa Martins Bernardino Ferreira Hermínio do Espírito Santo Américo Brasiliense Luís Osório Américo Lobo |
| Prudente de Morais        | 7 - Ubaldino do Amaral Lúcio de Mendonça Figueiredo Júnior Ribeiro de Almeida João Barbalho André Cavalcanti Augusto Olinto |
| Manuel Vitorino           | 3 - João Barbalho João Pedro Manuel Murtinho |
| Campos Sales              | 2 - Alberto Torres Epitácio Pessoa |
| Rodrigues Alves           | 5 - Oliveira Ribeiro Guimarães Natal Cardoso de Castro Amaro Cavalcanti Manuel Espínola |
| Afonso Pena               | 2 - Pedro Lessa Canuto Saraiva |
| Nilo Peçanha              | 2 - Godofredo Cunha Leoni Ramos |
| Hermes da Fonseca         | 6 - Muniz Barreto Oliveira Figueiredo Enéas Galvão Pedro Mibielli Sebastião Lacerda Coelho e Campos |
| Venceslau Brás            | 4 - Viveiros de Castro João Mendes Pires e Albuquerque Edmundo Lins |
| Delfim Moreira            | 1 - Hermenegildo de Barros |
| Epitácio Pessoa           | 3 - Pedro dos Santos Alfredo Pinto Geminiano da Franca |
| Artur Bernardes           | 5 - Artur Ribeiro João Luís Alves Bento de Faria Herculano de Freitas Heitor de Sousa |
| Washington Luís           | 4 - Soriano de Sousa Cardoso Ribeiro Firmino Whitaker Rodrigo Otávio |
| Getúlio Vargas            | 21 - (1930–1945) Eduardo Espínola Plínio Casado Carvalho Mourão Laudo de Camargo Costa Manso Otávio Kelly Ataulfo de Paiva Carlos Maximiliano Armando de Alencar Cunha Melo José Linhares Washington de Oliveira Barros Barreto Aníbal Freire Castro Nunes Orozimbo Nonato Waldemar Falcão Goulart de Oliveira Filadelfo e Azevedo (1951–1954) Mário Guimarães Nelson Hungria |
| José Linhares             | 3 - Lafayette de Andrada Edgard Costa Ribeiro da Costa |
| Eurico Gaspar Dutra       | 3 - Hahnemann Guimarães Luís Gallotti Rocha Lagoa |
| Café Filho                | 0 |
| Carlos Luz                | 0 |
| Nereu Ramos               | 1 - Ary Franco |
| Juscelino Kubitschek      | 4 - Cândido Mota Vilas Boas Gonçalves de Oliveira Victor Nunes |
| Jânio Quadros             | 1 - Pedro Chaves |
| Ranieri Mazzilli          | 0 |
| João Goulart              | 2 - Hermes Lima Evandro Lins |
| Humberto Castelo Branco   | 8 - Adalício Nogueira Prado Kelly Osvaldo Trigueiro Aliomar Baleeiro Carlos Medeiros Elói da Rocha Djaci Falcão Adauto Cardoso |
| Costa e Silva             | 4 - Barros Monteiro Amaral Santos Themístocles Cavalcanti Thompson Flores |
| Emílio Garrastazu Médici  | 4 - Bilac Pinto Antônio Neder Xavier de Albuquerque Rodrigues Alckmin |
| Ernesto Geisel            | 7 - Leitão de Abreu Cordeiro Guerra Moreira Alves Cunha Peixoto Soares Muñoz Décio Miranda Rafael Mayer |
| João Figueiredo           | 9 - Clóvis Ramalhete Firmino Paz Néri da Silveira Alfredo Buzaid Oscar Correia Aldir Passarinho Francisco Rezek Sydney Sanches Octavio Gallotti |
| José Sarney               | 5 - Carlos Madeira Célio Borja Paulo Brossard Sepúlveda Pertence Celso de Mello |
| Fernando Collor           | 4 - Carlos Velloso Marco Aurélio Ilmar Galvão Francisco Rezek |
| Itamar Franco             | 1 - Maurício Corrêa |
| Fernando Henrique Cardoso | 3 - Nelson Jobim Ellen Gracie Gilmar Mendes |
| Luiz Inácio Lula da Silva | 10 - (2003–2010) Cezar Peluso Ayres Britto Joaquim Barbosa Eros Grau Ricardo Lewandowski Cármen Lúcia Menezes Direito Dias Toffoli (2023–) Cristiano Zanin Flávio Dino |
| Dilma Rousseff            | 5 - Luiz Fux Teori Zavascki Rosa Weber Roberto Barroso Edson Fachin |
| Michel Temer              | 1 - Alexandre de Moraes |
| Jair Bolsonaro            | 2 - Nunes Marques André Mendonça |

### Indicações rejeitadas
O Senado Federal rejeitou cinco indicações presidenciais para o cargo de ministro do Supremo Tribunal Federal, todas durante o Governo Floriano Peixoto (1891-1894), quais sejam: Cândido Barata Ribeiro, Innocêncio Galvão de Queiroz, Ewerton Quadros, Antônio Sève Navarro e Demosthenes da Silveira Lobo. Barata Ribeiro chegou a ser empossado antes da sabatina, pois na época havia essa possibilidade, e exerceu o cargo durante dez meses e quatro dias.

## Museu institucional
Em 18 de setembro de 1978 foi inaugurado o Museu do STF, que atualmente figura como Seção de Memória Institucional, cuja competência é a guarda, preservação e disponibilização de acervos documentais, mobiliários, nobiliárquicos, pictóricos, fotográficos e outros. A exemplo, o acervo possui um exemplar original da atual Constituição do Brasil.